# 宇野勝
宇野 勝（うの まさる、1958年5月30日 - ）は、千葉県八日市場市（現：匝瑳市）出身の元プロ野球選手（内野手・外野手、右投右打）・コーチ・野球解説者・YouTuber。愛称はうーやん。
NPBにおける、史上初（現在まで唯一）の遊撃手としての本塁打王獲得者。

## 経歴

### プロ入り前
銚子商業高校では遊撃手、3番打者として活躍。1975年秋季関東大会県予選決勝に進むが、習志野高の鵜野稔に完封を喫し春の選抜出場を逸する。1976年の夏の甲子園に出場。エース佐藤斉（住金鹿島）の投打にわたる活躍もあり準々決勝に進むが、この大会に優勝した桜美林高の松本吉啓（明大 - 明治生命）に抑えられ敗退。2学年上に土屋正勝、1学年上に篠塚利夫、1学年下にプロで同僚となる中堅手の尾上旭がいた。同年のドラフト会議で中日ドラゴンズから3位指名を受けて、入団する。

### プロ入り後
1978年のシーズン後半から一軍に定着し、遊撃手、二塁手として11試合に先発出場。
1979年には正岡真二から遊撃手の定位置を奪取。
1980年には初の規定打席（29位、打率.245）に達する。
1981年には打率.282、25本塁打の好記録を残した。しかし守備面では安定感を欠き、1979年以降7年間で6回のリーグ最多失策を記録している。8月26日の読売ジャイアンツ戦で、7回裏の守備の際に山本功児の打った飛球を捕ろうとしたところ、目測を誤ってボールを頭部に当てるエラーを喫したことが宇野ヘディング事件として知られる。
1982年のリーグ優勝に貢献、西武ライオンズとの日本シリーズでは全6試合に6番・遊撃手として出場するが、20打数4安打1打点5四球と存在感を示せなかった。
1984年は37本塁打で掛布雅之（阪神タイガース）と本塁打王のタイトルを分け合った。この年の129試合目と130試合目（シーズン最終戦）は対阪神戦だったが、両軍投手による掛布、宇野の敬遠合戦の末、両者が本塁打王を獲得した。129試合目の7回裏二死満塁で打席が回ってきた際にも歩かされているが、捕手が中腰で捕球したため敬遠とはならず、記録は四球となった。またベストナインにもこのシーズンを含め3度選出されている（その他に1982年、1987年）。自身の1シーズン最多本塁打は1985年の41本塁打で、遊撃手のシーズン本塁打としては歴代最多記録である。中日の選手会長だった平野謙が西武ライオンズにトレードで移籍したため、その後任として選手会長を1988年から2年間務めた。
中日時代はシーズン20本塁打以上を9回（うち30本以上は3回、40本以上は1回）記録し、3度もベストナインに選ばれたが、当時のセントラル・リーグには山下大輔、高橋慶彦、池山隆寛といった人気・実力を兼ね備えた遊撃手が存在していたため、オールスターゲームにはなかなか出場できなかった。
1988年に立浪和義が入団すると前年のベストナインでありながら遊撃手を立浪に譲って二塁手に転向。同年の西武との日本シリーズでは全5試合に二塁手、5番打者として出場、第3戦、第5戦で本塁打を放ち気を吐くも、4併殺打のシリーズ記録を作り、第1戦では失点につながる失策もしてチームも日本一を逃した。翌1989年は立浪が前年の怪我で出遅れたため、遊撃手での出場が多かったが、1990年からロッテに移籍するまでは三塁手、外野手としての出場が多くなった。なお、1989年9月19日には愛知県名古屋市昭和区の市道で乗用車を運転中、道路を横断していた男性（当時81歳）をはねる交通事故を起こし、男性は意識不明の重体となった。この事故を受け、球団は翌20日に宇野に対し、公式戦出場停止10日間、罰金100万円の処分を下し、同日付で出場選手登録を抹消した。
1992年のシーズン前に記者団から目標を聞かれ、「3割、30本、3盗塁」と宣言。しかし、この年監督に就任した高木守道の下スタメンこそ多かったが立浪和義・種田仁・前原博之との内野の定位置争いに勝ちきれず中盤以降は外野での出場も増えた、14年連続二桁本塁打は記録したが100試合以上出場での規定打席未到達は14年ぶりで、オフには長嶋清幸と共に今野隆裕・横田真之とのトレードで千葉ロッテマリーンズに移籍。
1993年、1989年以来の開幕遊撃手としてシーズンを迎えたが、35才の身体は想像以上に衰えがあり開幕5試合で脇腹を痛めて戦線離脱、5月に復帰したが打撃が上向かなく不振が長引く。代打での出場が増え、しかもそれほど重要ではない場面での起用が目立ち、本人も心も折れたという。しかし人気は健在で、この年のオールスターファン投票遊撃手部門で1位となり出場した。オールスターではヒットも放ち首脳陣も復調を期待したが後半戦も打撃が上向くこと無く自己ワーストの成績に終り連続二桁本塁打も14年でストップした。1994年、4月14日の開幕4戦目の対近鉄戦（藤井寺球場）で7番・二塁で出場して相手投手の江坂政明から放った一発が現役ラスト本塁打となり、同年7月13日の近鉄戦（石川県立野球場）では7番・二塁で出場するも3打数無安打、4打席目は代打に山下徳人を出されて終了、これが1軍最後の出場となった。同年オフ、成績不振・出場機会減少によりロッテから戦力外通告を受け、移籍先が見つからなかったためこの年限りで現役を引退した。当初は星野仙一の監督復帰に伴い現役選手として中日復帰が内定していたが、高木守道が10.8決戦で日本プロ野球を盛り上げた功績を評価されたことで監督留任が決定し、立ち消えになった。

### 引退後
引退後、1995年から2003年までの9年間は、名古屋テレビ（メ〜テレ）・東海ラジオ野球解説者、デイリースポーツ野球評論家を務めていた。
2004年から2008年まで中日の打撃コーチを務めた。この間、2007年にペナントレース2位ながらもクライマックスシリーズ制覇で出場権を得た同年の日本シリーズで日本一（およびアジア一）となる。それまで1982年の日本シリーズと1988年の日本シリーズに選手として、2004年の日本シリーズと2006年の日本シリーズにコーチとして4度とも中日側から出場しているがいずれのシリーズも敗退して涙を呑んでおり、初の体験であった。コーチ時代にはナゴヤドームの試合終了後、ベンチからスタンドにサインボールを投げ入れるサービスをしている。
2009年度より再び東海ラジオ、2010年度からはメ〜テレの野球解説者となり、落合監督就任当初からコーチとしてチームに在籍した経験を生かした解説を行い、日刊スポーツの野球評論家に就任した。2012年からは再び中日一軍打撃コーチに復帰し、シーズン後二軍総合兼打撃コーチに配置転換されることが発表された。
2013年、10月4日に球団から翌年の契約を結ばないことが発表され、2014年からは再度メ〜テレ・東海ラジオ解説者、東京スポーツ評論家を務める。2020年9月25日、YouTube公式チャンネル「宇野勝の「UNO is PERFECT」を開設した。

## 選手としての特徴
8月に調子を上げて本塁打を量産することからファンやマスコミから「ミスターオーガスト」と呼ばれた。数少ない遊撃手の長距離打者で、1984年の本塁打王獲得は遊撃手として初の記録。1985年に記録した41本塁打は遊撃手における最多本塁打記録で、2019年に坂本勇人（巨人）が達成するまで遊撃手唯一の40本塁打だった。燃えよドラゴンズ!79では「8番宇野がスクイズバント」という歌詞があるが、本人は「スクイズをしたことがない」とコメントしている。
1980年代が全盛期で主に5番を打ち、長距離打者として活躍したが、本塁打王を獲得した年はリーグ最多の117三振もあわせて記録する（前年も97三振でリーグ最多を記録）など、三振が多かった。一般的には遊撃手は守備での負担が大きいといわれるが、宇野の場合は三塁手や外野手として出場したときが打撃不振になることが多かった。
珍プレーの影響や、リーグ最多失策を7回記録するなどエラーが多いため、守備が下手というレッテルを張られているが、落合博満は宇野の守備を、「アレは中日のショートではトップクラス。ちゃらんぽらんに見えるけど、アレはうまい」と絶賛している。エラーが多く守備面での安定感が無いことから、本人は「ピッチャーの人に迷惑をかけないように、エラーを減らしたい」と毎年決意表明していた。
日米野球に強く、4試合出場して5本塁打を放っている。さらに1試合2本塁打を2回記録しており、これは日米野球で1試合2本塁打を達成した5名（宇野の他に川上哲治、王貞治、江藤愼一、松井稼頭央）の中では4回を記録している王に次ぐ記録である。
スイングスピードは王貞治を上回るなど野球界屈指で、上記の日米野球で来日したオリオールズの主力選手よりも速い測定結果が出ていた。
通算78盗塁に対し96の盗塁死を記録し、これは盗塁企図数100以上の選手のワースト成功率である。

### 珍プレーなど
1982年4月24日の大洋戦（横浜）ではユニフォームを忘れたため、背番号77をつけていた飯田幸夫コーチから借りて試合に出場した。相手チームの野次の中、宇野はその試合で本塁打を放った。その後、2004年にコーチとして中日に復帰した際には正式に背番号77のユニフォームを着用していた。
1984年5月5日の大洋戦（横浜）では、ライトへの浅いフライを打ち、ライトの高木由一の落球エラーで出塁したものの、ハーフウェーで打球の行方を追って待機していた一塁走者の大島康徳を見向きもせずに追い抜いてアウトになり、やはり年末の『プロ野球珍プレー・好プレー大賞』に大きく取り上げられることとなった。ちなみに前述のヘディング直後にボールを拾いに行ったのも大島である。
各局の珍プレー番組では、宇野のエラーやミス、動作や所作を集めた特集が毎回のように組まれるようになり、本人は毎回の如く紹介されるのを嫌がっているが、著書『ヘディング男のハチャメチャ人生』では「（ヘディングは）やって良かった。感謝している」と書いている。
2000年の「勇者のスタジアム・プロ野球好珍プレー」（日本テレビ）では、20世紀の珍プレーランキング2位に輝いた（1位は達川光男）。司会の江川卓から「宇野選手にとって、珍プレーとは?」と聞かれ、「他人のは面白いですね」とコメントしている。自身のヘディング事件については「忘れてましたね」、「ボクがなぜここに呼ばれているのか、全然分からない」とギャグを飛ばした。また、散々宇野のエラーや珍プレーがVTRで紹介された後、宇野は「ちゃんとプロ野球やってきたんで」と反論のコメントをしたが、司会の江川が「大丈夫です、みんな知ってますから。（エラーで）落とした数より取った数の方がちょっと多いって」とギャグを飛ばし、宇野も「それ、すごいですよね」と返答した。
1993年6月17日の日本ハム戦（千葉マリン）では、先発投手の吉田篤史が打球を受けてベンチで手当てを受けている間、遊撃手の守備位置を離れマウンドで投球練習を開始。これを見た日本ハムの小川浩一が打席に入り、宇野の投じた球を打ち返した。打球は両手を広げた右翼手・マックス・ベナブルの頭上を越えて行き、場内が笑いに包まれる中、苦笑を浮かべた宇野は膝をついていた。
コーチ時代、2004年の落合監督初優勝の翌日、川崎憲次郎の引退試合で、1回終了後、川崎の胴上げを中日、ヤクルトの両チーム選手がしようとした時、コーチでは宇野のみが飛び出し、しばらくしてから気づいてベンチへ戻っていった。

## 人物
愛称は「ウーやん」。現役時代の応援歌の原曲は『ウルトラセブン』の「ウルトラ警備隊の歌」の前奏・間奏・後奏（いずれも同じメロディ）。ロッテ移籍後もこのテーマが使用された。
高い人気を誇っていた選手であり、1982年からは、宇野が打席に立つとスタンドに宇野の顔を模造した巨大な『宇野くん人形』が現れ、チベットの“マスクダンス”さながらの熱狂的な応援が繰り広げられていた。
成績もさることながら、あまりにも上記のヘディング事件の印象が強く、現在まで続く「珍プレー好プレー」の番組誕生となる礎を作ったともいえる点で、プロ野球がバラエティ番組の素材となる傾向を結果的に後押しした選手である。

### 人間関係
1987年に中日に移籍加入した落合博満とは、打撃の話で何度も徹夜したという。落合は宇野の打撃理論を評価しており、監督就任時に打撃コーチとしてオファーしている。宇野自身も「落合さんが来て初めてチームバッティングというものを教わった」と発言するなど、落合を尊敬している。落合加入の影響は宇野の成績にも表れ、1987年には出塁率が初めて3割5分を超えると、1989年には自身初の打率3割を記録した。コーチ退任後も互いに笑顔で会話を交わす等、その関係は尚も良好であった。

### 家族
これまでに2度結婚している。最初の結婚は1982年で、相手の女性（婚約発表当時22歳）は1978年5月、淑徳学園高校に在学していたころ、田尾安志を紹介しようとした友人に連れられて後楽園球場に行ったところ、グラウンドで見かけた宇野に一目惚れし、同年オフから本格的に交際し始めたと報じられている。当初は1981年オフに挙式する予定だったが、同年に宇野の祖父が死去したため1年先送りし、翌1982年に宇野が8年ぶりのリーグ優勝とシーズン30本塁打を達成したことを機に結婚を決意、同年11月17日に大越貫司（中日球団総務）夫婦の媒酌で挙式した。しかし、彼女とは1985年4月11日に協議離婚した。離婚の原因は彼女の浪費によるもので、給料を球団管理に置くなどしたが、同年春のキャンプが終わったころから前妻は東京都品川区の実家に帰ることが多く、別居状態になっていた。この際、前夫人は約8000万円の借金を抱え、球場にまで借金取りが来ていたと報じられており、宇野はそれらの借金全てを肩代わりした上、手切れ金800万円も自ら払うこととなったが、仲人から「離婚しないと選手生命もダメになる」と説得されてもなかなか応じず、最後まで前妻を庇っていたという。
その後、1987年11月5日に『サンデードラゴンズ』の司会を務めていた中部日本放送 (CBC) アナウンサーの寺嶌しのぶ（当時27歳）との再婚を発表、同年12月18日にハワイで挙式している。寺嶌は愛知県立瑞陵高等学校、聖徳学園岐阜教育大学を経て、1983年にCBCのイメージガールとして契約してタレントデビューを果たし、1985年4月から同局アナウンサーになった。寺嶌はイメージガール時代に『GO!GO!ドラゴンズ』を担当していたころから取材のためによくナゴヤ球場に出入りしており、1986年シーズン終盤ごろ、深刻なスランプから二軍に降格していた宇野を励ますようになったことが再婚のきっかけになったという。

## 詳細情報

### 年度別打撃成績
| 年 度      | 球 団      | 試 合 | 打 席 | 打 数 | 得 点 | 安 打 | 二 塁 打 | 三 塁 打 | 本 塁 打 | 塁 打 | 打 点 | 盗 塁 | 盗 塁 死 | 犠 打 | 犠 飛 | 四 球 | 敬 遠 | 死 球 | 三 振 | 併 殺 打 | 打 率 | 出 塁 率 | 長 打 率 | O P S |
| ---------- | ---------- | ----- | ----- | ----- | ----- | ----- | -------- | -------- | -------- | ----- | ----- | ----- | -------- | ----- | ----- | ----- | ----- | ----- | ----- | -------- | ----- | -------- | -------- | ----- |
| 1977       | 中日       | 2     | 0     | 0     | 0     | 0     | 0        | 0        | 0        | 0     | 0     | 0     | 0        | 0     | 0     | 0     | 0     | 0     | 0     | 0        | ----  | ----     | ----     | ----  |
| 1978       | 中日       | 26    | 55    | 48    | 6     | 10    | 2        | 0        | 3        | 21    | 7     | 1     | 0        | 1     | 0     | 6     | 0     | 0     | 14    | 1        | .208  | .296     | .438     | .734  |
| 1979       | 中日       | 122   | 395   | 359   | 42    | 95    | 14       | 2        | 12       | 149   | 37    | 4     | 8        | 5     | 2     | 21    | 6     | 8     | 74    | 4        | .265  | .318     | .415     | .733  |
| 1980       | 中日       | 121   | 444   | 408   | 40    | 100   | 22       | 0        | 12       | 158   | 44    | 3     | 7        | 9     | 0     | 21    | 4     | 6     | 71    | 10       | .245  | .292     | .387     | .679  |
| 1981       | 中日       | 128   | 475   | 429   | 62    | 121   | 18       | 3        | 25       | 220   | 70    | 6     | 7        | 12    | 5     | 26    | 2     | 3     | 85    | 8        | .282  | .324     | .513     | .837  |
| 1982       | 中日       | 125   | 481   | 446   | 57    | 117   | 15       | 0        | 30       | 222   | 69    | 4     | 8        | 1     | 2     | 29    | 3     | 3     | 91    | 8        | .262  | .310     | .498     | .808  |
| 1983       | 中日       | 129   | 516   | 457   | 71    | 123   | 21       | 2        | 27       | 229   | 64    | 9     | 7        | 4     | 3     | 47    | 4     | 5     | 97    | 9        | .269  | .342     | .501     | .843  |
| 1984       | 中日       | 130   | 531   | 458   | 74    | 116   | 8        | 0        | 37       | 235   | 87    | 13    | 7        | 7     | 5     | 59    | 7     | 2     | 117   | 14       | .253  | .338     | .513     | .851  |
| 1985       | 中日       | 130   | 550   | 486   | 82    | 133   | 17       | 2        | 41       | 277   | 91    | 5     | 6        | 2     | 4     | 56    | 6     | 2     | 98    | 14       | .274  | .349     | .570     | .918  |
| 1986       | 中日       | 83    | 340   | 308   | 31    | 65    | 10       | 0        | 10       | 105   | 26    | 7     | 8        | 1     | 2     | 29    | 1     | 0     | 71    | 7        | .211  | .277     | .341     | .618  |
| 1987       | 中日       | 130   | 534   | 471   | 72    | 127   | 20       | 0        | 30       | 237   | 80    | 9     | 10       | 0     | 2     | 61    | 4     | 0     | 75    | 21       | .270  | .352     | .503     | .855  |
| 1988       | 中日       | 130   | 528   | 465   | 68    | 129   | 28       | 0        | 18       | 211   | 76    | 8     | 12       | 3     | 6     | 54    | 1     | 0     | 78    | 15       | .277  | .349     | .454     | .802  |
| 1989       | 中日       | 119   | 488   | 437   | 66    | 133   | 22       | 0        | 25       | 230   | 68    | 2     | 7        | 6     | 5     | 39    | 3     | 1     | 82    | 15       | .304  | .359     | .526     | .885  |
| 1990       | 中日       | 119   | 510   | 454   | 66    | 131   | 22       | 0        | 27       | 234   | 78    | 4     | 2        | 1     | 2     | 52    | 2     | 1     | 105   | 14       | .289  | .361     | .515     | .877  |
| 1991       | 中日       | 125   | 478   | 428   | 56    | 102   | 18       | 3        | 26       | 204   | 74    | 2     | 3        | 2     | 3     | 43    | 2     | 2     | 112   | 11       | .238  | .309     | .477     | .785  |
| 1992       | 中日       | 110   | 378   | 335   | 32    | 80    | 8        | 1        | 11       | 123   | 52    | 1     | 4        | 0     | 1     | 42    | 1     | 0     | 86    | 5        | .239  | .323     | .367     | .690  |
| 1993       | ロッテ     | 59    | 185   | 166   | 12    | 30    | 3        | 1        | 3        | 44    | 9     | 0     | 0        | 2     | 1     | 16    | 0     | 0     | 43    | 1        | .181  | .251     | .265     | .516  |
| 1994       | ロッテ     | 14    | 38    | 33    | 3     | 8     | 1        | 0        | 1        | 12    | 4     | 0     | 0        | 1     | 0     | 4     | 0     | 0     | 7     | 0        | .242  | .324     | .364     | .688  |
| 通算：18年 | 通算：18年 | 1802  | 6926  | 6188  | 840   | 1620  | 249      | 14       | 338      | 2911  | 936   | 78    | 96       | 57    | 43    | 605   | 46    | 33    | 1306  | 157      | .262  | .329     | .470     | .799  |

- 各年度の太字はリーグ最高

### タイトル
- 本塁打王：1回（1984年）

### 表彰
- ベストナイン：3回（遊撃手部門：1982年、1984年、1987年）
- 月間MVP：4回（1983年8月、1984年8月、1987年4月 野手部門：1990年7月）
- 日本シリーズ敢闘賞：1回（1988年）

### 記録
初記録
- 初出場：1977年7月29日、対ヤクルトスワローズ12回戦（ナゴヤ球場）、8回表に遊撃手として出場
- 初先発出場：1978年6月1日、対ヤクルトスワローズ7回戦（静岡草薙球場）、7番・遊撃手として先発出場
- 初安打・初打点：同上、4回裏に松岡弘から
- 初本塁打：1978年9月26日、対阪神タイガース25回戦（ナゴヤ球場）、4回裏に谷村智啓から2ラン

節目の記録
- 100本塁打：1983年8月18日、対ヤクルトスワローズ18回戦（明治神宮野球場）、6回表に酒井圭一から中越ソロ ※史上126人目
- 150本塁打：1985年5月6日、対阪神タイガース6回戦（阪神甲子園球場）、5回表に池田親興から左越ソロ ※史上76人目
- 1000試合出場：1987年4月14日、対広島東洋カープ1回戦（ナゴヤ球場）、6番・遊撃手として先発出場 ※史上268人目
- 200本塁打：1987年4月18日、対阪神タイガース2回戦（ナゴヤ球場）、6回裏に池田親興から2ラン ※史上51人目
- 1000安打：1987年10月8日、対阪神タイガース26回戦（阪神甲子園球場）、1回表に伊藤文隆から中前安打 ※史上149人目
- 250本塁打：1989年5月10日、対広島東洋カープ4回戦（ナゴヤ球場）、2回裏に長冨浩志からソロ ※史上29人目
- 1500試合出場：1991年4月14日、対横浜大洋ホエールズ2回戦（長良川球場）、7番・三塁手として先発出場 ※史上98人目
- 300本塁打：1991年5月3日、対ヤクルトスワローズ6回戦（ナゴヤ球場）、4回裏にティム・バートサスから右越2ラン ※史上21人目
- 1500安打：1991年10月15日、対広島東洋カープ25回戦（ナゴヤ球場）、2回裏に川島堅から ※史上62人目

その他の記録
- 連続試合打点：10（1984年8月2日 - 8月14日）
- 連続打席四球：10（1984年10月3日 - 10月5日）
- 連続試合三振：23（1991年6月9日 - 7月14日）
- 中日時代に記録した334本塁打は2019年シーズン終了時点において球団記録である。
- オールスターゲーム出場：3回（1987年、1989年、1993年）

### 背番号
- 43（1977年 - 1978年）
- 7（1979年 - 1992年）
- 2（1993年）
- 49（1994年）
- 77（2004年 - 2008年）
- 73（2012年 - 2013年）

## 関連情報

### 出演

#### テレビ番組
- スポケン!（メ〜テレ）
- ドラゴンズ倶楽部（名古屋テレビ）
- ウーやん・島崎のスポーツパンチ（名古屋テレビ）

#### ラジオ番組
- 東海ラジオガッツナイター（東海ラジオ、1995年 - 2003年・2009年 - 2011年・2014年 - ）

#### CM
- サッポロビール『サッポロドラフト』「ドラフト会議」編（共演はラルフ・ブライアント、中畑清）（1989年）
- 共和食品（現・名古屋食糧）「山水米」（宇野が和服を着ての出演）
- 貝沼建設（ガッツナイター限定。2011年。同じ東海ラジオ野球解説者の鹿島忠も出演している（共演はしていない））

### 著書
- 『ヘディング男のハチャメチャ人生』（海越出版社, 1986年1月）ISBN 4-906203-31-0

### ディスコグラフィー
- 「ビクトリー」（1984年4月1日発売、メインボーカルは細川たかし）

原辰徳・岡田彰布・高橋慶彦・遠藤一彦・荒木大輔と共にコーラス参加。